# The Raven Age
The Raven Age ist eine britische Metalband, die 2009 in London von den beiden Gitarristen Dan Wright und George Harris, dem Sohn des Iron-Maiden-Bassisten Steve Harris, gegründet wurde.

## Geschichte
Der Bandname bezieht sich auf eine Legende um den Tower of London, nachdem die britische Monarchie zu Grunde gehen würden, wenn die Tower-Raben den Tower verlassen sollten. Nachdem die Band mit Matt Cox (Bass), Jai Patel (Schlagzeug) und Michael Burrough (Gesang) komplett war, veröffentlichten The Raven Age im Jahre 2014 in Eigenregie eine selbst betitelte EP. Es folgten die ersten Konzerte im Vorprogramm von British Lion und Tremonti. 2016 eröffneten The Raven Age für Iron Maiden und spielten auf Festivals wie dem Sonisphere Festival, Graspop Metal Meeting, Rockavaria und Bloodstock Open Air.
The Raven Age wurden von BMG Rights Management unter Vertrag genommen und veröffentlichten am 17. März 2017 ihr erstes Album Darkness Will Rise, welches bei den Metal Hammer Awards 2017 in der Kategorie Bestes Debütalbum nominiert wurde. Der Preis ging jedoch an die Band Dool. Im Sommer 2017 spielten The Raven Age auf den Festivals Nova Rock, Tuska, Download-Festival, Graspop und Copenhell und tourten im Vorprogramm von Anthrax durch Europa. Ebenfalls 2017 verließen Michael Burrough und Dan Wright die Band und wurden durch Matt James und Tony Maue ersetzt.
Ein Jahr später folgten weitere Tourneen im Vorprogramm von Killswitch Engage und Tremonti sowie Auftritte beim Nova Rock, Hellfest und dem Graspop Metal Meeting. Am 8. März 2019 veröffentlichten The Raven Age über das bandeigene Label Corvid Records ihr zweites Album Conspiracy. Es erfolgten weitere Tourneen als Headliner und als Support Act, unter anderem für Alter Bridge. 2021 veröffentlichte The Raven Age über das Label EX1 Records das Album Exile. Es beinhaltet zwei neue Lieder, neu interpretierte Versionen von Songs aus den ersten beiden Alben sowie  vier Live Tracks. Tony Maue verließ die Band 2022 und wurde durch Tommy Gentry ersetzt. Mit dieser Besetzung erschien 2023, über das Label Sony Music, das dritte Album Blood Omen. Die Band ging wieder sowohl als Headliner als auch Support Act auf Tour.

## Stil
Der Stil der Band lässt sich als Mischung aus Alternative Metal, Groove Metal und Melodic Metalcore beschreiben. Matthias Weckmann vom deutschen Magazin Metal Hammer schrieb, dass das Album Darkness Will Rise aufgrund des klaren Gesangs eher Fans von Bullet for My Valentine oder melodiöseren Trivium ansprechen dürfte.

## Diskografie

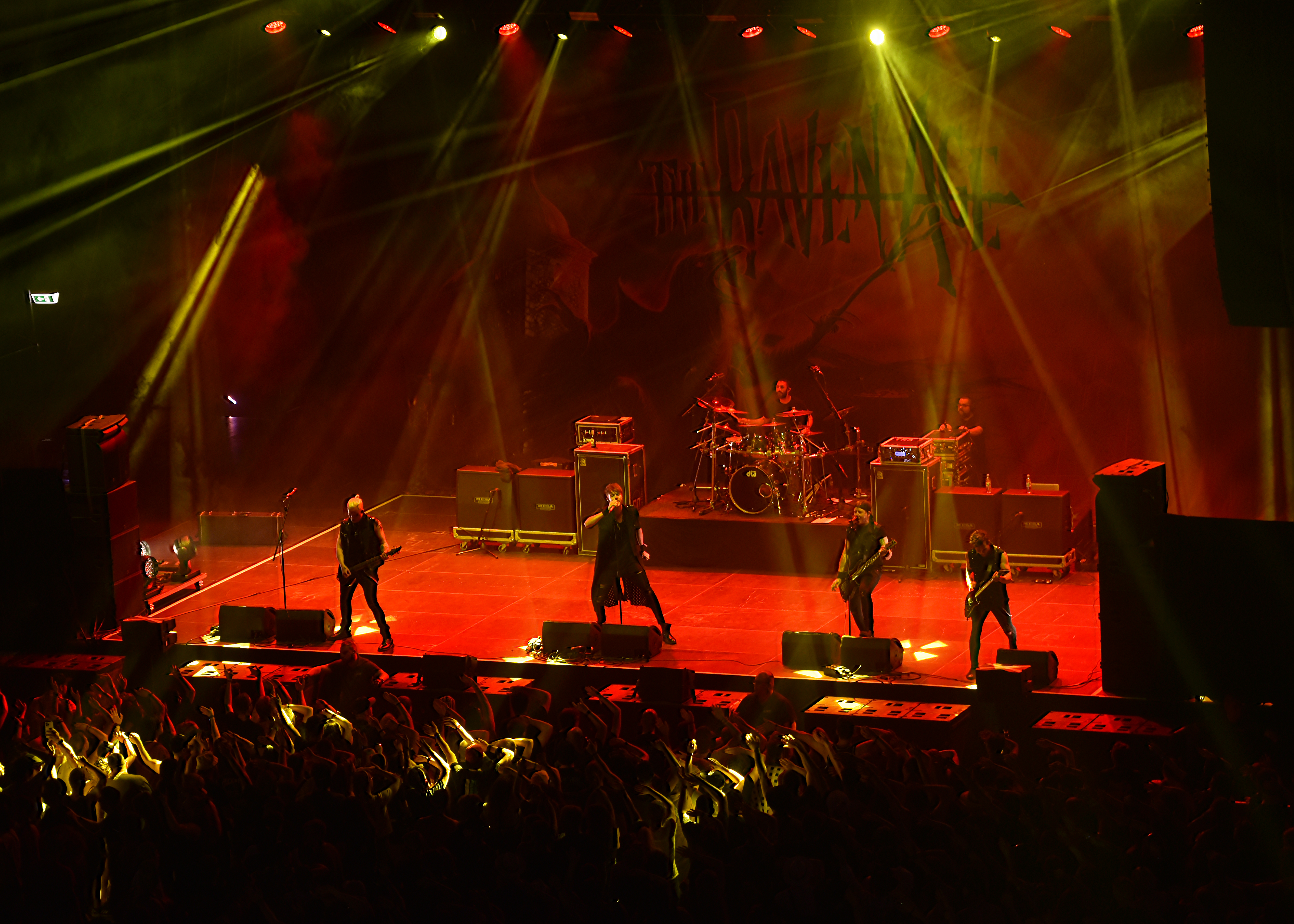
The Raven Age live bei Rock im Park 2023

### Alben
- 2017: Darkness Will Rise
- 2019: Conspiracy
- 2023: Blood Omen

### EPs
- 2014: The Raven Age

### Kompilation
- 2021: Exile

### Singles
- 2017: Salem's Fate
- 2018:  Surrogate
- 2018: Betrayal of the Mind
- 2019: The Day the World Stood Still
- 2019: Fleur de Lis
- 2021: No Man's Land
- 2021: As the World Stood Still
- 2021: Wait For Me
- 2023: Parasite
- 2023: Serpents Tongue
- 2023: Forgive & Forget

## Nominierungen
Metal Hammer Awards
| Jahr | Kategorie         | für                | Resultat  |
| ---- | ----------------- | ------------------ | --------- |
| 2017 | Bestes Debütalbum | Darkness Will Rise | Nominiert |